# リース・ジェームズ
リース・ジェームズ（Reece James, 1993年11月7日 - ）は、イングランド・ランカシャー・ベイカップ出身のサッカー選手。ポジションはDF。
サッカー選手のマティ・ジェームズは実兄。

## 経歴
地元のロセンデイル・ユナイテッドFCでキャリアをスタートさせた。その後、ブラックバーン・ローヴァーズFC、プレストン・ノースエンドFCでプレーし、2012年7月にマンチェスター・ユナイテッドFCへの移籍が発表された。2013年7月、半シーズンの短期ローンでカーライル・ユナイテッドFCへ移籍した。2014年11月26日、チャンピオンシップのロザラム・ユナイテッドFCに1月10日まで期限付き移籍することが決定した。2015年3月26日からシーズン末まではハダースフィールド・タウンFCへのローンで過ごした。
2015年7月22日、ウィガン・アスレティックに3年契約で完全移籍することが決定した。
2018年7月2日、サンダーランドAFCに1年契約で移籍した。
2019年6月、ドンカスター・ローヴァーズFCへ移籍。